# Madison Riley
Madison Riley Aplanalp (Salt Lake City, 16 maart 1990) is een Amerikaanse actrice.

## Carrière
Riley begon in 2006 met acteren in de animatiefilm Bratz: Forever Diamondz, waarna zij nog meerdere rollen speelde in films en televisieseries. Zij speelde in onder andere Fired Up (2009), Grown Ups (2010) en Prom (2011).

## Filmografie

### Films
- 2015 Naomi and Ely's No Kiss List - als Dakota
- 2013 Watching the Wilsons - als Rochelle
- 2012 Besties - als Ashley
- 2012 Camp Fred - als Oksana
- 2012 Super Zeroes - als Roxanna
- 2011 Prom - als Kristen
- 2010 The Prankster - als Tiffany Fowler
- 2010 Grown Ups - als Jasmine Hilliard
- 2009 Hatching Pete - als Camie Poole
- 2009 Miss March - als Socialite
- 2009 Fired Up - als Lily
- 2009 Without a Paddle: Nature's Calling - als Earthchild / Heather
- 2007 Bratz - als trendy meisje (stem)
- 2006 Bratz: Forever Diamondz - als trendy meisje (stem)

### Televisieseries
Uitgezonderd eenmalige gastrollen.
- 2015 Undateable - als Karli - 2 afl.